# Črnofiguralni dekorativni slog
Črnofiguralni dekorativni slog, znan tudi kot slog črne figure ali keramika črne figure (grško μελανόμορφα, melanomorfa) je eden od slikarskih slogov na antičnih grških vazah. Še posebej pogost je bil med 7. in 5. stoletjem pred našim štetjem, čeprav so tudi primeri, datirani še v 2. stoletju pred našim štetjem. Slogovno se razlikuje od prejšnjega orientaliziranega obdobja in poznejšega rdečefiguralnega dekorativnega sloga.
Figure in ornamenti so naslikani na trupu posode z uporabo oblik in barv, ki spominjajo na silhuete. Občutljivi obrisi so se zarezali v barvo pred žganjem, detajli so se lahko okrepili in so poudarjeni z neprozorno barvo, običajno belo in rdečo. Glavni središči tega sloga sta bili sprva trgovsko središče Korint in nato Atene. Drugi pomembni kraji, v katerih so jih delali, so bili v Lakoniji, Beociji, vzhodni Grčiji in Italiji. Zlasti v Italiji so se razvili posamezni slogi, ki so bili vsaj delno namenjeni etruščanskemu trgu. Grške črnofiguralne vaze so bile zelo priljubljene pri Etruščanih, kot je razvidno iz pogostega uvoza. Grški umetniki so se pri izdelavi prilagodili etruščanskemu trgu, ki se po obliki in okrasju razlikuje od običajnih izdelkov. Etruščani so razvili tudi svojo črnofiguralno keramično produkcijo po grških modelih.
Črna figura na vazah je bil prvi umetniški slog z veliko identificiranimi umetniki. Nekateri so znani po svojih resničnih imenih, drugi le s t.i. zasilnimi imeni. Še posebej Atika je bila dom znanih umetnikov. Nekateri lončarji so vpeljali številne novosti, ki so pogosto vplivale na delo slikarjev; včasih je tudi slikar navdihnil izvirnost lončarja. Poslikane vaze so med najpomembnejšimi viri mitologije in ikonografije, včasih pa tudi zaradi pogostih žanrskim motivov za raziskovanje starogrškega vsakdanjika. Od 19. stoletja dalje so te vaze intenzivno raziskovali.

## Tehnike
Temelj za keramično poslikavo je nosilec slike, to je posoda – vaza, na katero je bila slika naslikana. Priljubljene oblike so se menjale v skladu z modo in uporabo. Pojavljale so se v presledkih ali pa so se spreminjale, a vse so bile izdelane enako. Ko je bila vaza narejena, so jo najprej posušili, nato pa pobarvali. Delavnice so bile pod nadzorom lončarjev, ki so imeli višji socialni položaj.
Grške vaze so bile narejene iz blede gline, bogate z železom, ki je dobila rdečkasto barvo po žganju. Poslikane so bile tako, da so izrisali obrise risbe, ki so jo nato pobarvali s črno barvo, dobljeno iz predelane gline. Detajle so vrezali z iglo, tako da so odkrivali rdečkasto podlago. Vaze so zatem žgali pri temperaturi okoli 800 °C ali več.
Slikarji so morali paziti, da so bile figure razdvojene, ker je v tej tehniki samo en načrt in kakšno koli prekrivanje bi bila zmešnjava. Dodajanje anatomskih detajlov je bilo skoraj nemogoče in figure so ostajale na ravni siluete.
Poleg črne so uporabljali tudi druge barve, a manj ter v glavnem za detajle. Izbor barv je bil omejen na svetle, ki so izstopale na črnem ozadju. Najobičajnejši sta bili rumenkasto-bela, pridobljena iz prečiščene gline brez železa, in purpurno rdeča, dobljena z dodatkom oksida železa.
Slikarji, ki so bili sužnji ali obrtniki, so bili plačani kot lončarski slikarji. 

## Razvoj
Razvoj črnofiguralnega dekorativnega slikarstva je običajno opisan v smislu različnih regionalnih slogov in šol. Korint je bil središče, razlikovale so se v posameznih regijah, čeprav so vplivale druga na drugo. Zlasti v Atiki, čeprav ne izključno tam, so bili najboljši in najvplivnejši umetniki,  klasični grški lončarski slikarji. Nadaljnji razvoj in kakovost posod kot nosilca slike še raziskujejo.

## Slogi in teme
Korintčani so do sredine 6. stoletja pr. n. št. običajno slikali frize z živalskimi motivi, medtem ko so atenski slikarji razvili sofisticiran slog narativne dekoracije, slikali so bitke, mitske figure in legendarne dogodke.
Slog črne figure je običajno prikazoval samo silhuete. Umetniška svoboda je bila omejena z grobim orodjem. Znanih je samo nekaj imen slikarjev iz tega obdobja, čeprav je mogoča klasifikacija po slogu poslikavanja, najverjetneje z deli ene osebe ali delavnice. Najbolj znan slikar je Eksekias, znan predvsem po prizorih bitk. Zelo znana sta tudi Sofil (590–580 pr. n. št.) in Andokid (550–525 pr. n. št.).